# Olešná (Boêmia do Sul)
Olešná é uma comuna checa localizada na região da Boêmia do Sul, distrito de Písek.